# 五福符
五福符，又稱掛箋、掛千、掛簽、掛錢、吊錢、喜錢、紅錢、吊箋、喜箋、紅箋、門吊、門花、門錢、門箋、門旗、花紙、彩飄、年彩、五福箋、門市彩、報春條、吊千兒、五福紙、紅錢等。
五福符是中國傳統的春節門楣吉祥飾物，也是年飾的一種，一般用紅紙或彩紙剪刻而成，有些是五張五色，有些則是五張皆為紅色，上面印有「天官賜福」、「金玉滿堂」、「五福臨門」、「福祿壽喜」、「福」、「大吉」和「招財進寶」字樣和「財子壽」的圖案。更加講究的，還會用剪紙、或者結合版畫套色的方式，製作財子壽、蝙蝠、牡丹花卉、喜鵲、金錢等吉祥圖案，張貼於門楣之上，以增加新春及來年的辟邪納福之意。
另一種福符稱為「鹿仔錢」（又稱紅錢），常見在臺灣中部沿海泉州府閩南移民的鄉鎮及福建泉州地區，為在紅紙上添印金色「福」字、一隻梅花鹿、一座寶塔和兩隻蝙蝠圖案，代表「福祿臨門」。
現代臺灣苗栗及高屏地區的客家人在掃墓時將五福符貼在墓碑上取代以前滴有雞血的黃墓紙。
在香港的大澳，漁民所貼的福符為紅底上有金色碎片，刻有魚鱗狀紋樣。

## 起源
傳統福符有著避祟驅邪，納福求祥的意義；新春貼福符（掛門錢）的習俗源自宋朝。
《後漢書禮儀志四》云：“ 立春之日，夜漏未盡五刻，京師百官皆衣青衣，郡國縣道官下至鬥食令史皆服青幘，立青幡，施土牛耕人於門外，以示兆民。”同書《祭祀志九》又云：“立春之日，皆青幡幘，迎春於東郭外。”漢代迎春禮儀，每逢立春日，都要迎春於郊外，祭祀青帝句芒，百官著青衣青幘，立青色幡旗在城門口，以青色象徵萬物生長、年豐民阜之意。
五福一詞出自《洪範》：「一曰壽，二曰富，三曰康寧，四曰攸好德，五曰考終」命。因此若是五福皆臨門，可謂人生中幸福的極致。

## 圖片輯

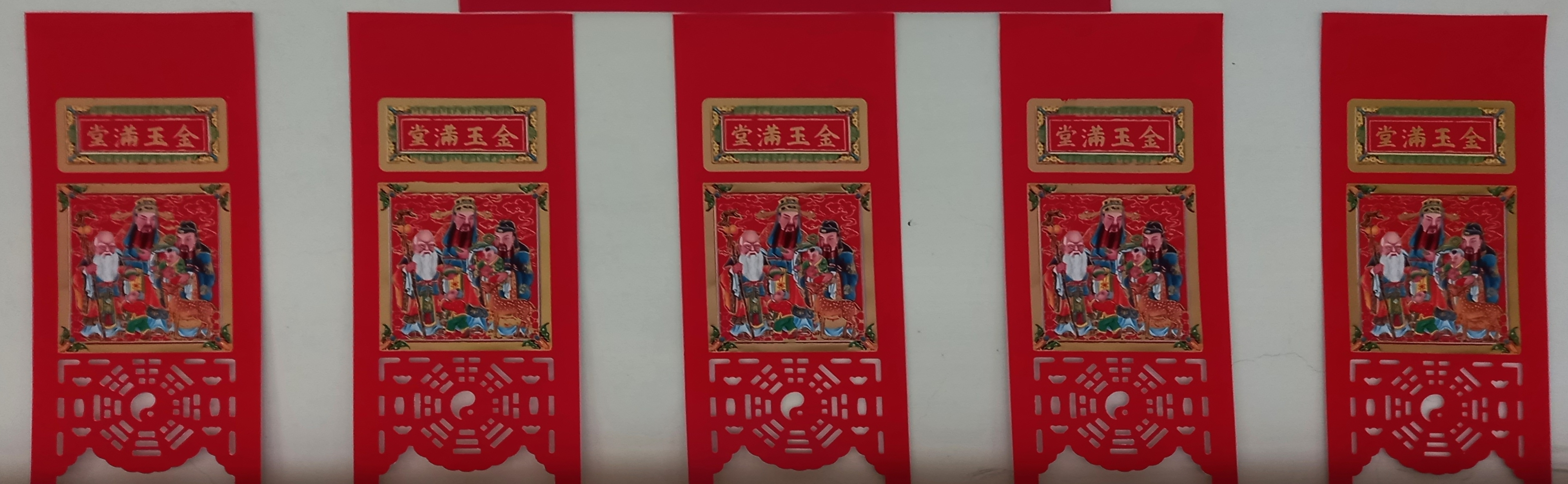
印有財子壽三仙圖案的五福紙
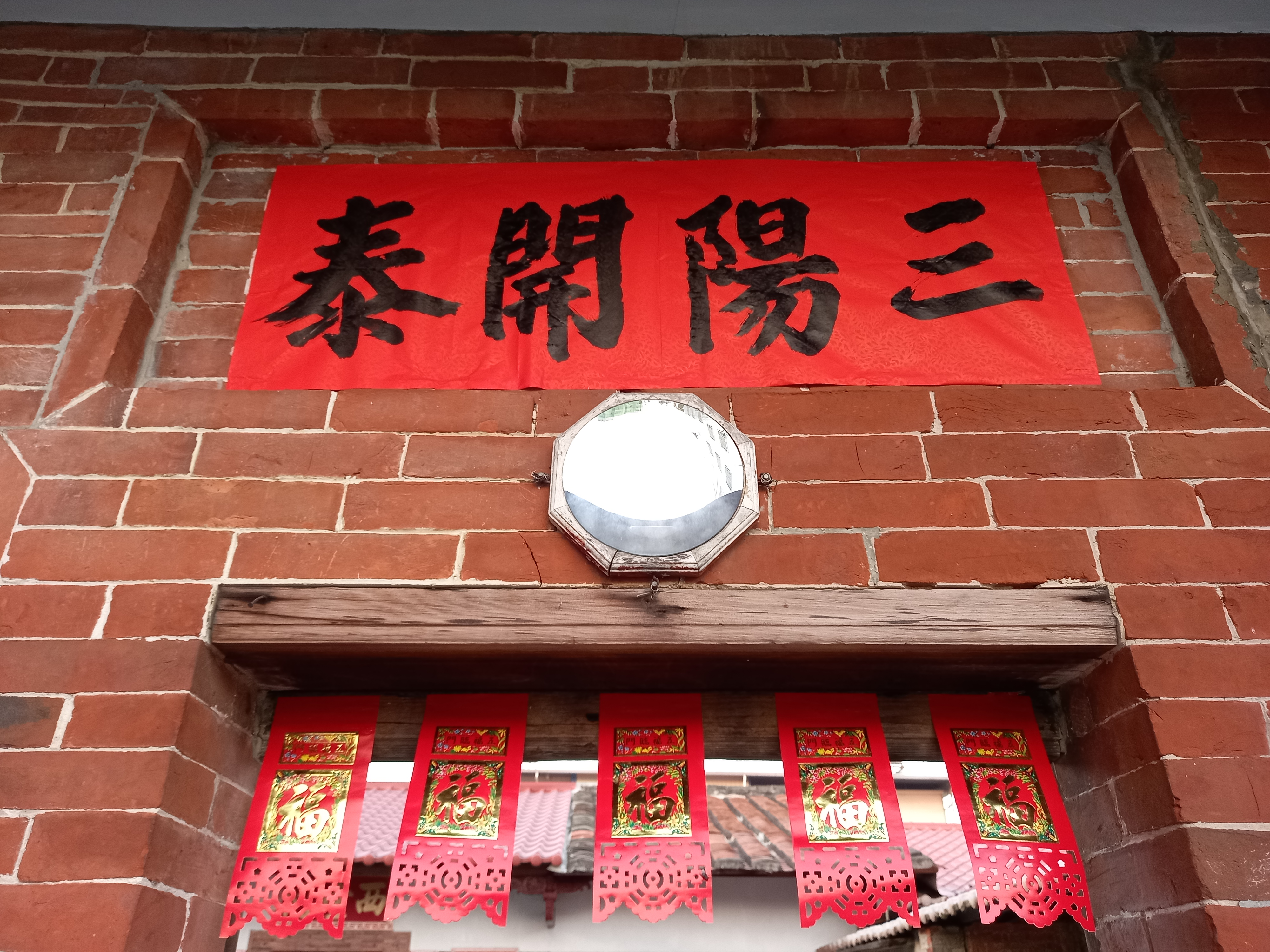
印有福字的五福紙
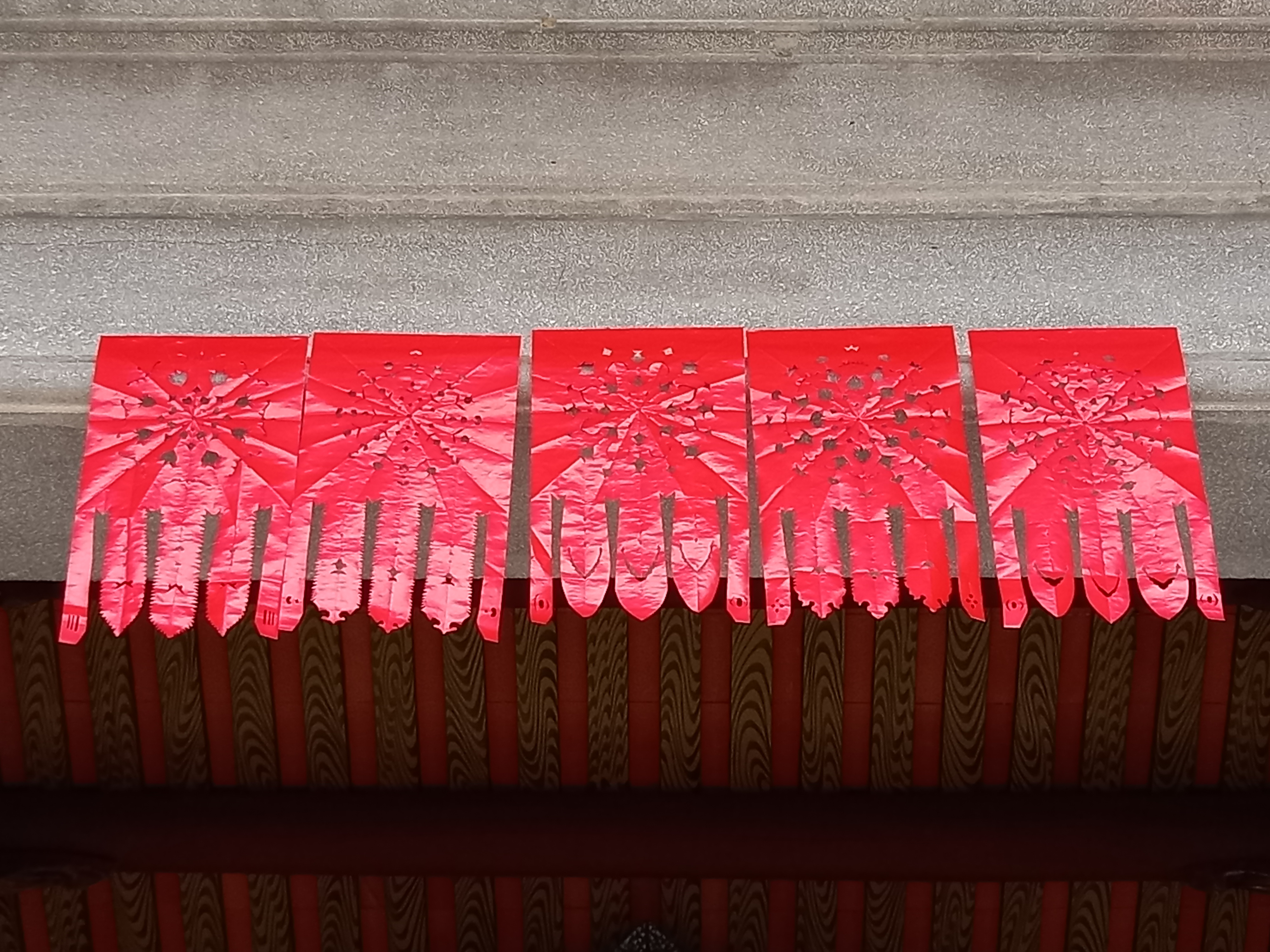
客家五福剪紙
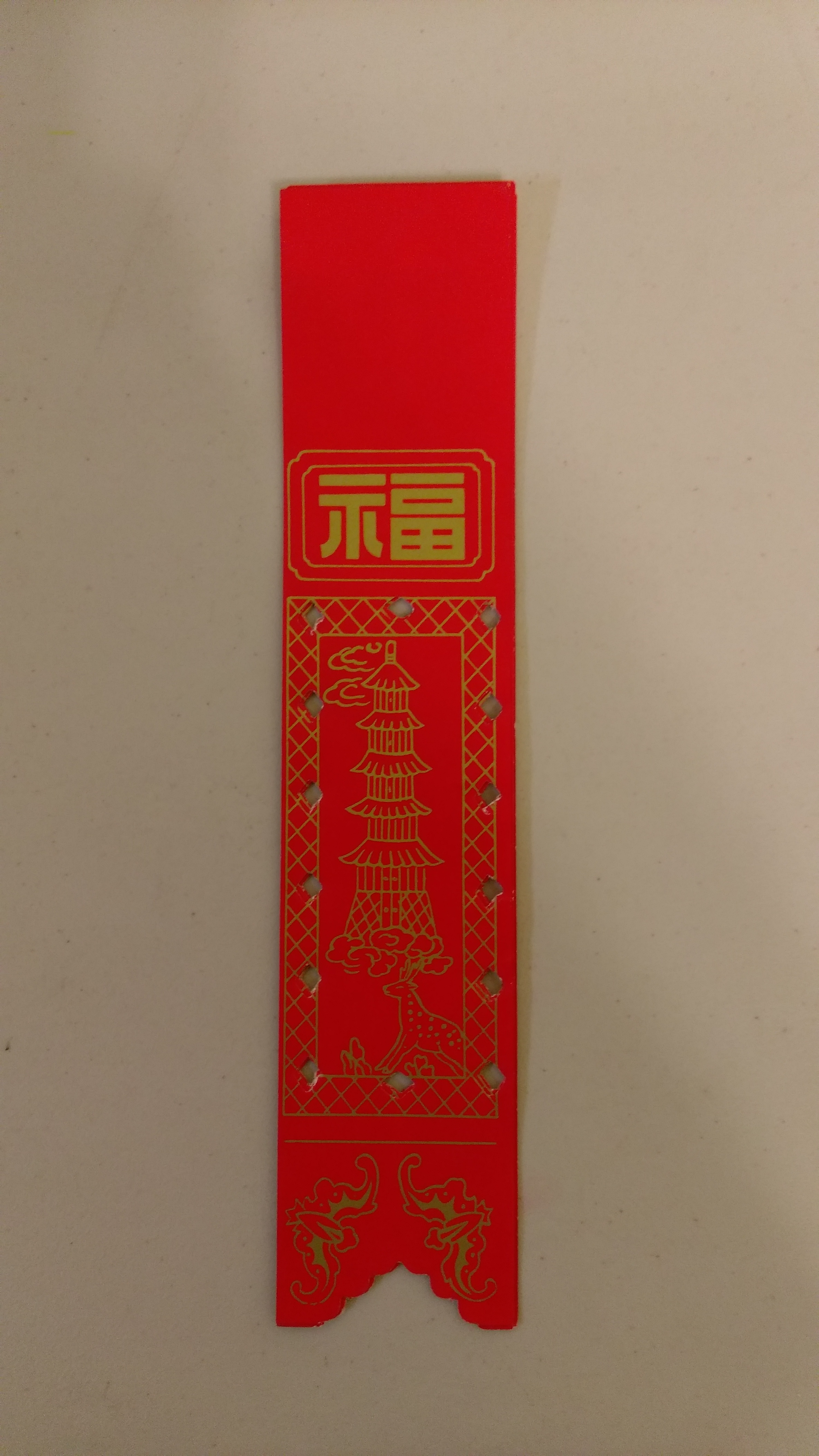
「鹿仔錢」（紅錢）為福符的一種
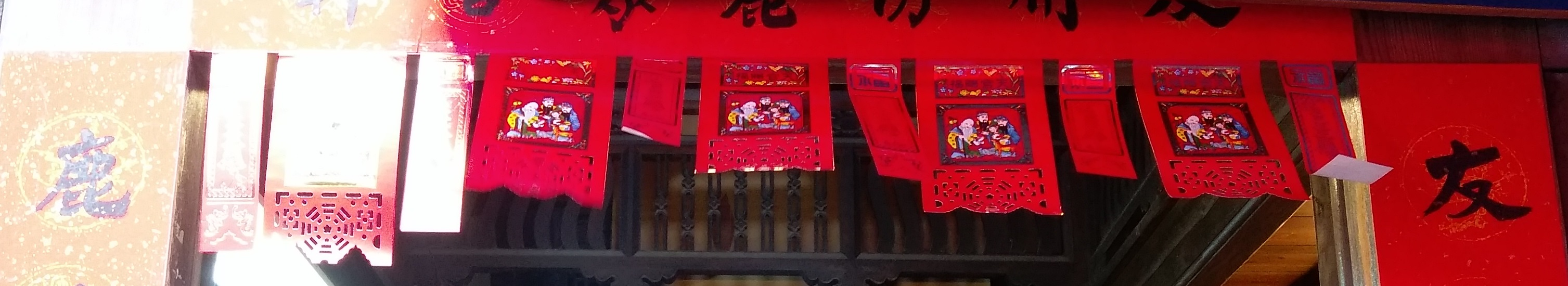
臺灣中部沿海鄉鎮所張貼的五福紙和紅錢福符
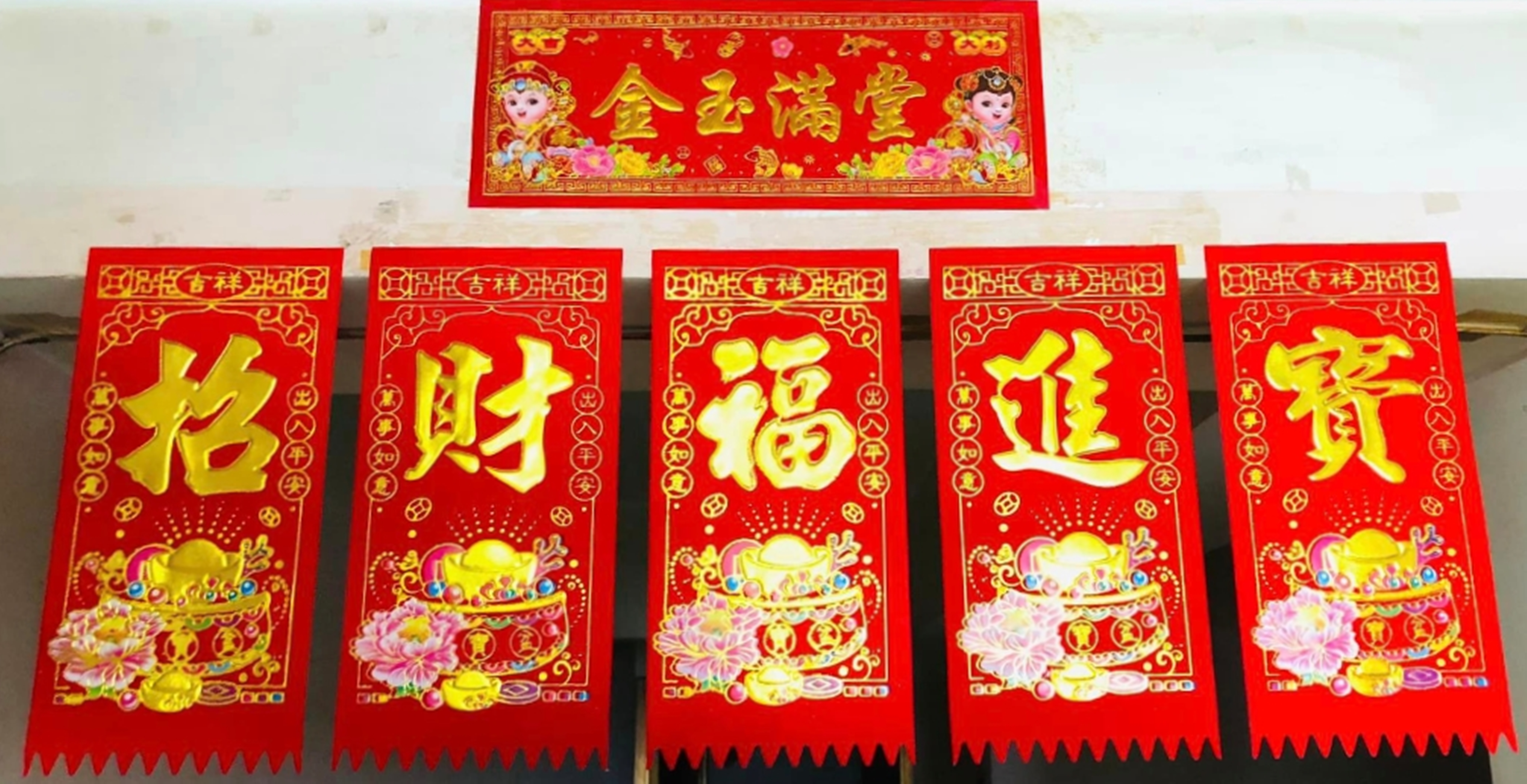
廣東式紅錢福符